# 假孢囊菌属
假孢囊菌属（学名：Pseudosporangium）是小单孢菌科下的一个属。

## 下属物种
本属包括以下物种：
- 锈褐色假孢囊菌 Pseudosporangium ferrugineum Ara et al., 2008[2]